# 8279 Cuzco
8279 Cuzco (1991 PN7) là một tiểu hành tinh vành đai chính được phát hiện ngày 6 tháng 8 năm 1991 bởi E. W. Elst ở Đài thiên văn Nam Âu.